# كريستوف فيلي
كريستوف فيلي (بالفرنسية: Christophe Ville)‏ هو لاعب هوكي الجليد فرنسي، ولد في 15 يونيو 1963 في ديجون في فرنسا.

## وصلات خارجية
- كريستوف فيلي على موقع EliteProspects.com (الإنجليزية)
- كريستوف فيلي على موقع Eurohockey.com (الإنجليزية)
- كريستوف فيلي على موقع HockeyDB.com (الإنجليزية)
- كريستوف فيلي على موقع أوليمبيديا (الإنجليزية)